# 네코마타

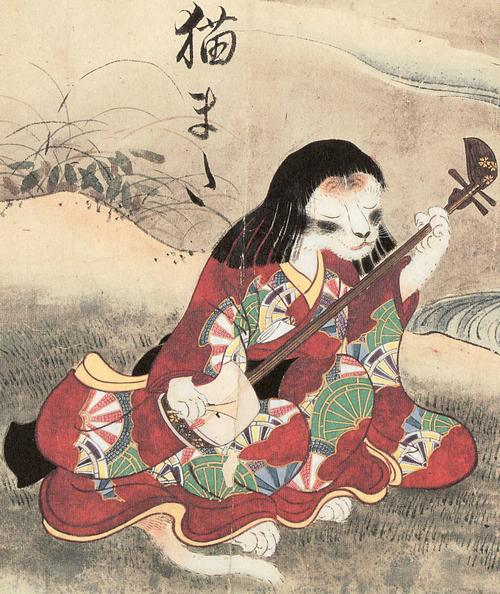
사와키 스우시의 『백괴도권』의 네코마타.

네코마타(일본어: 猫又)는 일본의 민간전승이나 고전, 괴담, 수필 등에 나오는 고양이 요괴다. 크게 나누어 산중에 사는 짐승인 것과, 인가에서 기르는 고양이가 오래 묵어 탈바꿈한 것 두 종류가 있다.

## 산중의 네코마타
가마쿠라시대 전기에 후지와라노 사다이에가 쓴 『명월기』의 덴푸쿠 원년(서기 1233년) 8월 2일자 기사에 남도(南都, 오늘날의 나라현)에서 “네코마타(猫胯)”가 하룻밤 사이 인간 여러 명을 잡아먹었다고 기록되어 있다. 한국 한자: 胯 고는 “끝이 갈라진 모양”이라는 뜻이다. 이것이 네코마타가 문헌상에 등장하는 최초의 사례다. 다만 『명월기』의 네코마타는 “눈은 고양이 같되 몸은 큰 개와 같았다”고 기록되어 있어서 이것이 고양이 요괴가 맞는지 의문시하는 목소리가 있다. 또한 인간이 “묘과병(猫跨病)”이라는 병에 걸렸다는 기록들이 있는 바 광견병에 걸린 짐승이 그 실체라는 해석도 있다. 한편, 가마쿠라시대 후기의 수필 『도연초』(1331년경) 제89단에 “깊은 산속에 고양이 같은 것이 있어서 사람을 잡아먹으면 사람 말을 하게 된다”고 기록되어 있다.

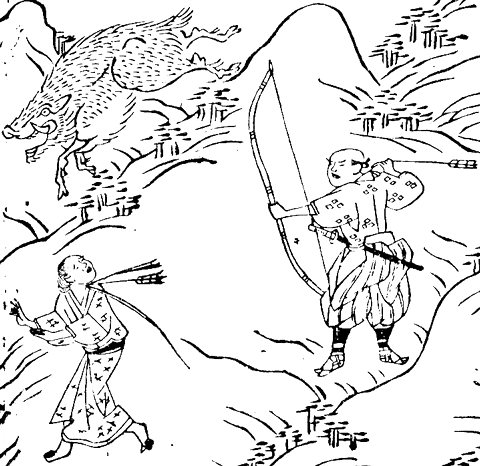
『숙직초』에 실린 네코마타 이야기. 사냥꾼이 자기 어머니로 둔갑한 네코마타를 활로 쏘는 장면.

에도시대의 괴담집 『숙직초』, 『소로리 모노가타리』에도 네코마타는 산속에 도사리고 있는 것으로 여겨졌으며, 깊은 산골짝에서 인간으로 둔갑하여 나타난 네코마타 이야기가 있다. 민간전승에도 산간지역의 네코마타 이야기가 많다. 산중의 네코마타는 후세 문헌일수록 대형화되는 경향이 있다. 조쿄 2년(서기 1685년)의 『신저문집』에서 기이국 산중에서 잡힌 네코마타는 멧돼지 정도의 크기였다고 하며, 안에이 4년(서기 1775년)의 『왜훈간』에서는 산중에 네코마타의 울음소리가 울려퍼졌다고 기록된 것으로 보아 사자나 표범 정도의 크기였다고 보인다. 분카 6년(서기 1809년)의 『우의초』에서 개를 물고 갔다는 네코마타는 신장이 9척 5촌(2.8 미터)에 이르렀다.
엣추국(오늘날의 도야마현)에서 네코마타가 사람을 잡아먹었다는 네코마타산, 아이즈번(오늘날의 후쿠시마현)에서 네코마타가 인간으로 둔갑해 사람을 놀래켰다는 네코마가다케 등, 네코마타 전설이 그대로 지명이 된 경우도 있다. 네코마타산의 경우 실제로 산중에 큰 고양이과 동물이 있어 인간을 습격한 것이라고 보기도 한다.

## 집고양이가 탈바꿈한 네코마타
한편, 역시 가마쿠라시대에 성립한 『고금저문집』(1254년)에 실린 이야기에는, 사가(嵯峨)의 산장에서 기르던 중국산 고양이가 귀한 호신용 칼을 물고 도망쳐 사람이 쫓아갔으나 그대로 자취를 감췄다면서, 이 고양이는 마물이 둔갑한 것이었다고 한다. 앞서 언급한 『도연초』에서는 이것 또한 네코마타의 일종으로서, 산에 사는 네코마타 이외에도 집에서 기르는 고양이가 나이를 먹으면 탈바꿈해서 사람을 잡아먹거나 사람을 채간다고 말하고 있다.
에도시대 이후에는 인가에서 기르는 고양이가 늙어서 네코마타로 탈바꿈한다는 관념이 일반화되었고, 산중의 네코마타는 그렇게 늙은 고양이가 탈바꿈해서 달아나 산으로 이주한 것이라고 해석되게 되었다. 그래서 일본 각지에 고양이는 오래 기르는 것이 아니라는 속설이 생겨났다.

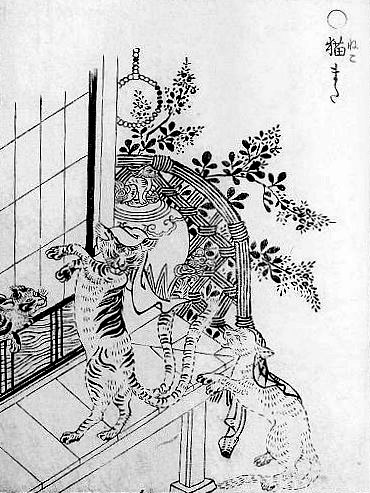
도리야마 세키엔의 『화도백귀야행』의 네코마타.

에도시대 중기의 이세 사다타케가 쓴 『안재수필』에는 “나이 먹은 고양이는 꼬리가 양갈래가 되어 네코마타라고 하는 요괴가 된다”고 기록되어 있다. 또한 에도 중기의 유학자 아라이 하쿠세키도 “늙은 고양이는 ‘네코마타(猫股)’가 되어 사람을 홀린다”고 말했다. 이러하듯 늙은 고양이가 네코마타가 되는 것은 에도시대 당대의 상식으로 생각되었으며, 에도시대의 가와라반에도 고양이의 괴이담에 대한 가십이 많이 보도되었다.

## 요괴회화
에도시대는 도감 양식의 요괴회권이 많이 제작되었으며, 네코마타 또한 요괴회화의 소재가 되었다. 겐분 2년(서기 1737년) 간행된 『백괴도권』에는 게이샤 옷을 입고 샤미센을 연주하고 있는 모습으로 그려졌다. 샤미센은 암코양이 뱃가죽으로 만들기 때문에 네코마타가 샤미센을 연주함은 동족을 불쌍히 여기는 장면이라거나, 혹은 일종의 아이러니를 의도한 것이라고 해석되었다.
안에이 5년(서기 1776년) 간행된 도리야마 세키엔의 『화도백귀야행』에는 장지문으로 얼굴을 내민 고양이, 머리에 수건을 쓰고 툇마루에 앞발을 짚은 고양이, 그리고 머리에 수건을 쓰고 뒷다리로 직립보행한 고양이가 그려져 있다. 이것은 각각 보통 고양이, 나이가 모자라서 이족보행은 아직 하지 못하는 고양이, 완전히 늙어서 이족보행을 할 수 있게 된 고양이로서 보통 고양이가 나이를 먹으며 네코마타로 변화하는 과정을 그린 것이라고 해석된다. 미국 보스턴 미술관의 비겔로 컬렉션으로 소장되어 있는 『백귀야행회권』에도 세키엔의 네코마타와 거의 같은 구도의 네코마타가 그려져 있어서, 양자 사이에 무슨 관련성이 있지 않은가 지적되고 있다.

## 해석
일반적으로 네코마타의 “마타(又)”란 꼬리가 둘로 갈라겨 있다는 뜻이라고 하는데, 민속학에서는 이것을 의문시하여 고양이가 해를 거듭해 탈바꿈한다는 점에서 “중복”을 의미하는 “また→또한”이라고 훈독하는 설, 앞서 말한 바 원래 산중의 짐승으로 여겨졌기 때문에 원숭이처럼 산중의 나무들 사이를 자유자재 왕래한다는 의미로 원숭이를 의미하는 “爰”가 어원이라는 설 등이 있다. 늙은 고양이의 등가죽이 벗겨지고 늘어져서 꼬리가 늘어나거나 갈라진 것처럼 보이는 것이 유래라는 설도 있다.
고양이는 안광이라던지 섬뜩한 습성 때문에 예로부터 마성을 가지고 있다고 생각되어 왔다. 장례식장에서 망자를 되살린다거나, 고양이를 죽이면 7대가 동티난다거나 등의 속설이 있고, 그런 속설들을 배경으로 네코마타 전설이 만들어진 것으로 생각된다. 또한 고양이와 사망자를 연관짓는 것은 육식동물인 고양이가 고기 썩은내를 잘 맡아서 사체를 찾아내는 습성이 있었기 때문이라고 한다. 이러한 속설 때문에 망자의 시체를 빼앗아가는 요괴 화차도 고양이 요괴로 여겨졌고 화차와 네코마타를 동일시하기도 했다.
한편, 일본의 고양이 요괴로서 바케네코가 있는데, 네코마타 또한 고양이가 바케모노로 탈바꿈한 것임에 틀림없으므로 네코마타와 바케네코는 종종 혼동된다.